# Rampampam
{{Distinguir|Pam veraniega
«Rampampam» es una canción interpretada por la cantante y compositora rumana Minelli, estrenada en formato digital y streaming a través de Global Records el 18 de marzo de 2021. Es una pista de house, escrita por la intérprete y producida por Viky Red. 
Desde el punto de vista comercial, «Rampampam» alcanzó el primer lugar en Bielorrusia, Bulgaria, la Comunidad de Estados Independientes, Hungría, Lituania, República Checa y Rusia, y el número dos en Rumania, Polonia y Ucrania. La canción también obtuvo dos discos de platino por la Sociedad Polaca de la Industria Fonográfica (ZPAV). El video musical de «Rampampam» se publicó en el canal oficial de la artista en YouTube simultáneamente con el estreno del sencillo. Filmado por Kibzzon, el metraje presenta a Minelli y a dos mujeres vertiendo gasolina en un automóvil, en el que se puede ver a un hombre atrapado. Para una mayor promoción, la cantante interpretó el tema en las estaciones de radio rumanas y búlgaras desde mayo hasta junio de 2021.

## Antecedentes y composición

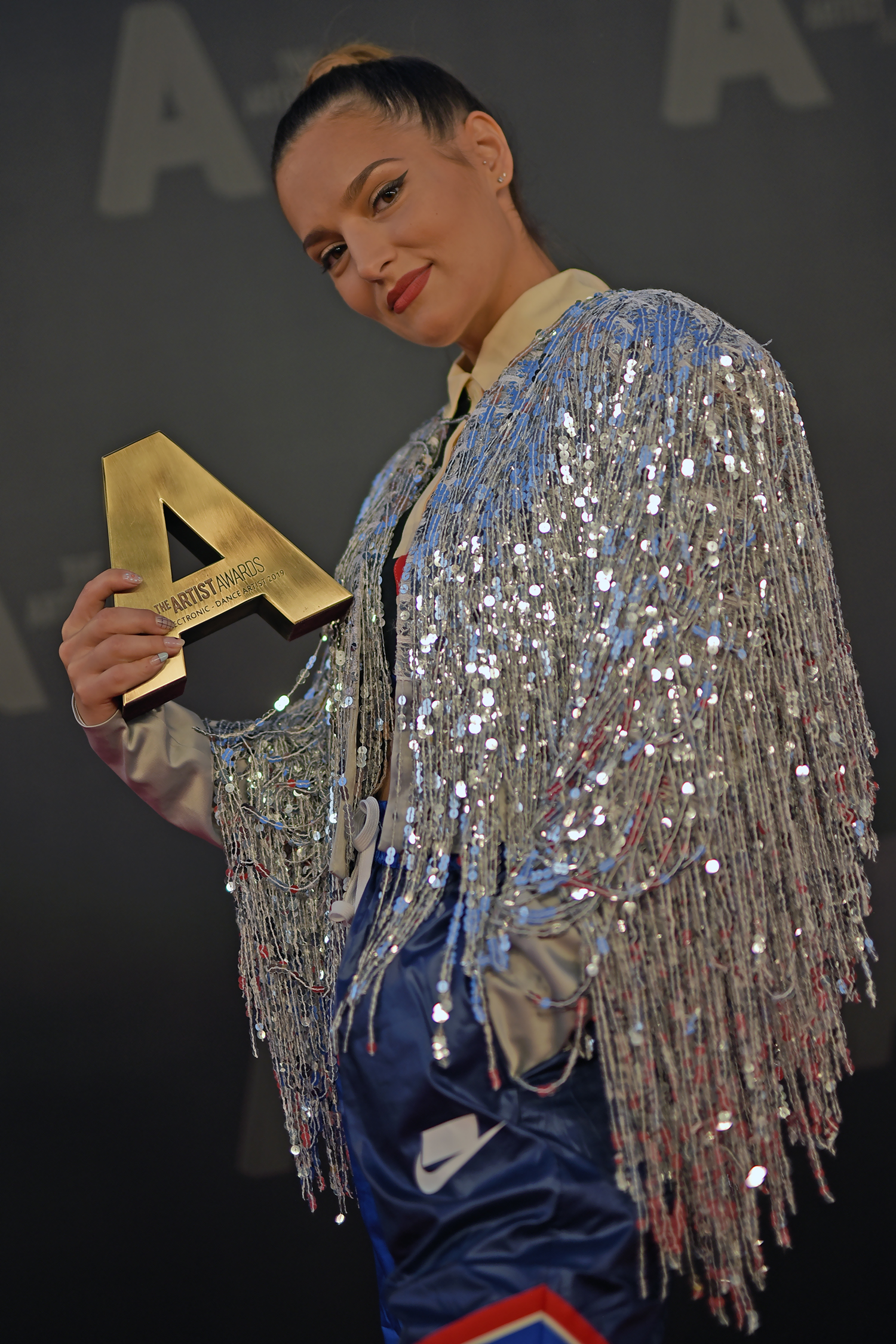
Minelli en 2019

Luisa Luca, conocida por su nombre artístico Minelli, es una cantante y compositora rumana quien, actualmente, tiene un contrato con Global Records. En 2006, a los 16 años, formó parte del grupo femenino Wassabi formado por el compositor Marius Moga. Tras su separación, Minelli comenzó su carrera como solista al participar como artista invitada en los sencillos «Portillia de bobo» (2013) de LoL Deejays y Follow Your Instinct, y «Love on Repeat» (2016) de Dave Ramone, que fueron éxitos moderados en Francia y Alemania, respectivamente. Su sencillo «Empty Spaces» (2017) la llevó a firmar su primer contrato discográfico con Ultra Records, mientras que «Addicted» (2019) con Sickotoy y «Mariola» (2020) alcanzaron los puestos dos y uno en la lista Airplay 100, respectivamente. Como compositora, el catálogo de Minelli incluye canciones como «Flashbacks» (2021) de Inna, que fue un éxito comercial en países de Europa del Este, entre otros territorios.
«Rampampam» es una pista de house con un slap, escrita por la intérprete y producida por Viky Red. Minelli diseñó el gancho unos cinco minutos después que Viky Red le presentara una pieza instrumental. La cantante decidió utilizar el término «rampampam» en la letra, el cual es una metáfora que compara una herida de bala con una ruptura amorosa. En general, el tema trata acerca de una relación tóxica que termina en venganza. Al respecto, Minelli afirmó que la canción «aporta una dosis de coraje y fuerza, incluso si su eje central es el de una relación que ha causado lesiones. Cada vez que trabajo con Viky Red el resultado es uno que me deleita, y lo ha sido nuevamente en esta ocasión».

## Lanzamiento y recepción
«Rampampam» se estrenó en Rumania y Rusia el 18 de marzo de 2021 en formato digital y streaming a través de Global Records. Más tarde, se lanzó en varios países el 18 de junio de 2021 a través de Warner Music, junto con versiones alternativas de la canción, incluida una en francés. Siete de las remezclas oficiales de «Rampampam» se encuentran presentes en un EP publicado a través de Spinnin' Records. Tras su lanzamiento, Manuel Probst, crítico del sitio web Dance Charts, elogió el ritmo pegadizo de la canción, así como también la interpretación vocal de Minelli. Tras ingresar en las listas internacionales de Shazam y Spotify, «Rampampam» alcanzó el primer lugar en Bielorrusia, Bulgaria, la Comunidad de Estados Independientes, Hungría, Lituania, República Checa, y Rusia, y el número dos en Rumania, Polonia, y Ucrania. En la semana del 28 de agosto de 2021, «Rampampam» ingresó en la lista Global Excl. U.S. de Billboard, en el puesto número 139. En abril de 2022, la canción obtuvo dos discos de platino por la Sociedad Polaca de la Industria Fonográfica (ZPAV).

## Video musical y promoción
El video musical de «Rampampam» se publicó en el canal oficial de Minelli en YouTube el 18 de marzo de 2021. Kobzzon se encargó del rodaje, mientras que Paul Tatcu se desempeñó como el director de fotografía. El videoclip se centra en el mensaje vengativo de la canción; presenta a Minelli y a dos mujeres en una habitación oscura, vertiendo gasolina en un automóvil, en el que se puede ver a un hombre atrapado. Algunas escenas muestran a la artista rodeada de globos negros y sentada en una silla roja viendo imágenes del hombre anteriormente mencionado en una pantalla de gran tamaño. El metraje termina con Minelli sosteniendo un encendedor frente al auto, lo que sugiere su intención de prenderle fuego. Para una mayor promoción, se hizo el reto #DoTheRampampam a través de TikTok en junio de 2021, y la canción se reprodujo en más de 2.000 videos subidos a la aplicación. Minelli interpretó «Rampampam» en directo en varias ubicaciones, empezando por las estaciones de radio rumanas Kiss FM y Pro FM el 9 y 24 de mayo de 2021, respectivamente. El 9 de junio de 2021, la cantante también se presentó para cantar el tema en las estaciones búlgaras The Voice y NRJ.

## Formatos
| Descarga digital |             |          |  |
| N.º              | Título      | Duración |  |
| 1.               | «Rampampam» | 3:20     |  |

| Descarga digital (Versiones alternativas) |                                               |          |  |
| N.º                                       | Título                                        | Duración |  |
| 1.                                        | «Rampampam» (Versión francesa)                | 3:18     |  |
| 2.                                        | «Rampampam» (BTTN Remix)                      | 2:55     |  |
| 3.                                        | «Rampampam» (DaWho Remix)                     | 3:17     |  |
| 4.                                        | «Rampampam» (DJ Dark and Mentol Remix)        | 3:24     |  |
| 5.                                        | «Rampampam» (Ferki Remix)                     | 3:10     |  |
| 6.                                        | «Rampampam» (Filatov and Karas Remix)         | 2:32     |  |
| 7.                                        | «Rampampam» (Get Better Remix)                | 4:29     |  |
| 8.                                        | «Rampampam» (Hayasa G and Kazu Remix)         | 3:07     |  |
| 9.                                        | «Rampampam» (Kean Dysso Remix)                | 3:18     |  |
| 10.                                       | «Rampampam» (NALYRO Remix)                    | 3:10     |  |
| 11.                                       | «Rampampam» (Robert Cristian Remix)           | 3:00     |  |
| 12.                                       | «Rampampam» (Vadim Adamov and Hardphol Remix) | 3:37     |  |
| 13.                                       | «Rampampam» (Vize and Averro Remix)           | 2:46     |  |
| 14.                                       | «Rampampam» (Wh0 Remix)                       | 3:23     |  |
| 15.                                       | «Rampampam» (Partywithray Remix)              | 3:23     |  |

## Posicionamiento en listas
| Alemania                            | Official German Charts      | 77  |
| Bielorrusia                         | Unistar Radio Top 20        | 1   |
| Bulgaria                            | PROPHON                     | 1   |
| Comunidad de Estados Independientes | Tophit                      | 1   |
| Croacia                             | HRT                         | 4   |
| Eslovaquia                          | Singles Digitál Top 100     | 68  |
| Hungría                             | Dance Top 40                | 2   |
| Hungría                             | Rádiós Top 40               | 3   |
| Hungría                             | Single Top 40               | 1   |
| Hungría                             | Stream Top 40               | 6   |
| Lituania                            | AGATA                       | 1   |
|                                     | Billboard Global Excl. U.S. | 139 |
| Polonia                             | Polish Airplay Top 100      | 2   |
| Polonia                             | TV Airplay                  | 3   |
| República Checa                     | Rádio Top 100               | 1   |
| República Checa                     | Singles Digitál Top 100     | 12  |
| Rumania                             | Airplay 100                 | 2   |
| Rumania                             | Radio Airplay               | 1   |
| Rumania                             | TV Airplay                  | 12  |
| Rusia                               | Tophit                      | 1   |
| Ucrania                             | Tophit                      | 2   |

| Comunidad de Estados Independientes | Tophit | 1 |
| Rusia                               | Tophit | 1 |
| Ucrania                             | Tophit | 3 |

| Bulgaria                            | PROPHON       | 2  |
| Comunidad de Estados Independientes | Tophit        | 3  |
| Croacia                             | HRT           | 49 |
| Hungría                             | Dance Top 40  | 42 |
| Hungría                             | Single Top 40 | 10 |
| Hungría                             | Stream Top 40 | 35 |
| Polonia                             | ZPAV          | 15 |
| Rumania                             | Media Forest  | 2  |
| Rusia                               | Tophit        | 8  |
| Ucrania                             | Tophit        | 11 |

## Certificaciones
| País | Certificación | Ventas  |
| --- | ------------- | ------- |
| Polonia (ZPAV) | 2× Platino    | 100,000 |
| *cifras de ventas basadas únicamente en la certificación xcifras no especificadas basadas únicamente en la certificación |               |         |

## Historial de lanzamiento
| País    | Fecha               | Formato(s)                 | Discográfica | Ref.   |
| ------- | ------------------- | -------------------------- | ------------ | ------ |
| Rumania | 18 de marzo de 2021 | Descarga digital streaming | Global       | [ 15 ] |
| Rusia   | 18 de marzo de 2021 | Descarga digital streaming | Global       | [ 16 ] |
| Mundo   | 18 de junio de 2021 | Descarga digital streaming | Warner Music | [ 17 ] |